# Aigle de Legge
Nisaetus kelaarti
Espèce
Nisaetus kelaarti est une espèce d'oiseaux de la famille des Accipitridae. Elle était jusqu'en 2008 considérée comme une sous-espèce de l'Aigle montagnard (N. nipalensis).

## Répartition
Cette espèce vit au Sri Lanka et dans le sud de l'Inde.